# Europese kampioenschappen acrobatische gymnastiek
De Europese kampioenschappen acrobatische gymnastiek zijn door European Gymnastics georganiseerde kampioenschappen voor acrogymnasten.

## Historiek
De eerste editie van het Europees kampioenschap vond plaats in 1978 te Riga in de toenmalige Sovjet-Unie en werd georganiseerd door de International Federation of Sports Acrobatics (IFSA). Het EK in het Poolse Zielona Góra in 1994 was het eerste dat werd georganiseerd door de European Sports Acrobatics Federation (EUROSAF). Sinds de fusie van deze organisatie met de Union Européenne de Gymnastique (UEG) op 31 oktober 1999 werden de EK's georganiseerd door laatstgenoemde. Op 1 april 2020 veranderde de UEG haar naam in European Gymnastics.

## Edities
| Editie              | Jaar | Locatie                      |
| IFSA                | IFSA | IFSA                         |
| ------------------- | ---- | ---------------------------- |
| 1                   | 1978 | Riga (Sovjet-Unie)           |
| 2                   | 1979 | Szeged (Hongarije)           |
| 3                   | 1980 | Poznań (Polen)               |
| 4                   | 1982 | Londen (Verenigd Koninkrijk) |
| 5                   | 1984 | Sofia (Bulgarije)            |
| 6                   | 1985 | Augsburg (BRD)               |
| 7                   | 1986 | Rennes (Frankrijk)           |
| 8                   | 1987 | Wrocław (Polen)              |
| 9                   | 1988 | Antwerpen (België)           |
| 10                  | 1989 | Riga (Sovjet-Unie)           |
| 11                  | 1990 | Augsburg (BRD)               |
| 12                  | 1991 | Lissabon (Portugal)          |
| 13                  | 1992 | Rennes (Frankrijk)           |
| 14                  | 1993 | Antwerpen (België)           |
| EUROSAF             |      |                              |
| 15                  | 1994 | Zielona Góra (Polen)         |
| 16                  | 1995 | Wrocław (Polen)              |
| 17                  | 1996 | Riesa (Duitsland)            |
| 18                  | 1997 | Baunatal (Duitsland)         |
| 19                  | 1999 | Zielona Góra (Polen)         |
| UEG                 |      |                              |
| 20                  | 2001 | Faro (Portugal)              |
| 21                  | 2003 | Zielona Góra (Polen)         |
| 22                  | 2005 | Thessaloniki (Griekenland)   |
| 23                  | 2007 | 's-Hertogenbosch (Nederland) |
| 24                  | 2009 | Vila do Conde (Portugal)     |
| 25                  | 2011 | Varna (Bulgarije)            |
| 26                  | 2013 | Odivelas (Portugal)          |
| 27                  | 2015 | Riesa (Duitsland)            |
| 28                  | 2017 | Rzeszów (Polen)              |
| 29                  | 2019 | Holon (Israël)               |
| European Gymnastics |      |                              |
| 30                  | 2021 | Pesaro (Italië)              |

1978 ·
1979 ·
1980 ·
1982 ·
1984 ·
1985 ·
1986 ·
1987 ·
1988 ·
1989 ·
1990 ·
1991 ·
1992 ·
1993 ·
1994 ·
1995 ·
1996 ·
1997 ·
1999 ·
2001 ·
2003 ·
2005 ·
2007 ·
2009 ·
2011 ·
2013 ·
2015 ·
2017 ·
2019 ·
2021 ·